# Wolfgang Wössner
Wolfgang Wössner (Schramberg, 1968) is een Duits componist, muziekpedagoog, dirigent en klarinettist.

## Levensloop
Wössner kreeg al in zijn jonge jaren lessen voor klarinet, saxofoon en piano. Tijdens zijn militaire dienst was hij lid van het Heeresmusikkorps 9 in Stuttgart. Hij studeerde klarinet bij Wolfgang Meyer, saxofoon en arrangement bij Johnny Feigl aan de Hochschule für Musik Karlsruhe. Tijdens zijn studie werkte hij in diverse ensembles en orkesten mee, onder andere in het orkest van het Badische Staatstheater te Karlsruhe. In deze tijd studeerde hij HaFa-directie bij Bernhard Volk en Harry D. Bath. 
Hij volgde een studie aan de Hochschule für Musik und Theater Zürich in het vak HaFa-directie bij Franco Cesarini. 
Van 1989 tot 1998 was hij klarinettist en tweede dirigent in het Landesblasorchester Baden-Württemberg. Sinds 1993 is hij stedelijk muziekdirecteur in Villingen-Schwenningen, is dirigent van de Stadtmusik Schwenningen, twee jeugdorkesten en muziekschool. Verder is hij sinds januari 2004 dirigent van het Kreisjugendblasorchester Esslingen am Neckar. Vanaf 1997 is hij dirigent van de Blaasmuziek districts-federatie Rottweil/Tuttlingen. 
Naast zijn werkzaamheden als dirigent vindt hij nog tijd te componeren en te arrangeren. 

## Composities

### Werken voor harmonieorkest
- Enjoy Life
- Grönemeyer!, selectie over hits van Herbert Grönemeyer
- Gruß an Schwenningen
- Intermezzo für Blasorchester
- We Have A Dream
- Württemberger Lied